# Paranaches simplex
Paranaches simplex là một loài bọ cánh cứng trong họ Cerambycidae.